# Моралес, Марсело (футболист)
Марсе́ло Ариэ́ль Мора́лес Суа́рес (исп. Marcelo Ariel Morales Suárez; род. 6 июня 2003, Сан-Мигель, Сантьяго) — чилийский футболист, защитник клуба «Универсидад де Чили» и сборной Чили.

## Клубная карьера
Моралес — воспитанник клуба «Универсидад де Чили». 29 октября 2020 года в матче против «Универсидад де Консепсьон» он дебютировал в чилийской Примере. 

## Международная карьера
В 2023 году в составе молодёжной сборной Чили Моралес принял участие в молодёжном чемпионате Южной Америки в Колумбии. На турнире он сыграл в матчах против сборных Эквадора и Боливии.